# Herald Sun Tour de 2018
A 65.ª edição do Herald Sun Tour, foi uma corrida de ciclismo de estrada por etapas que se celebrou entre 31 de janeiro e 4 de fevereiro de 2018 na Austrália com início na cidade de Melbourne e final na cidade de Kinglake sobre um percurso de 731,9 km.
A corrida fez parte do UCI Oceania Tour de 2018, dentro da categoria UCI 2.1
A corrida foi vencida pelo corredor colombiano Esteban Chaves da equipa Mitchelton-Scott, em segundo lugar Cameron Meyer (Mitchelton-Scott) e em terceiro lugar Damien Howson (Mitchelton-Scott).

## Equipas participantes
Tomaram parte na corrida 15 equipas: 2 de categoria UCI WorldTeam; 3 de categoria Profissional Continental; 9 de categoria Continental e a Seleção Nacional da Austrália. Formando assim um pelotão de 101 ciclistas dos que acabaram 76. As equipas participantes foram:
| Equipes WorldTeam (2)- Mitchelton-Scott - Trek-Segafredo Equipes profissionais Continentais (3)- Aqua Blue Sport - Israel Cycling Academy - Roompot-Nederlandse Loterij Equipes Continentais (9)- Australian Cycling Academy-Ride Sunshine Coast - Bennelong-SwissWellness-Cervélo - Brisbane Continental - Drapac-Pat's Veg Holistic Development - Interpro Stradalli - JLT Condor - McDonalds Down Under - Mobius-BridgeLane - Oliver's Real Food Equipe nacional- Austrália |
| |

## Percorrido
O Herald Sun Tour dispôs de cinco etapas para um percurso total de 731,9 quilómetros, onde se contempla um prólogo no primeiro dia, e quatro etapas de rota nos seguintes dias. A etapa quatro marca o final da corrida com um circuito urbano pelos arredores do centro de Kinglake.
| Etapa   | Data    | Percurso                 | type            | Distância (km) | Vencedor            | Líder geral         |
| ------- | ------- | ------------------------ | --------------- | -------------- | ------------------- | ------------------- |
| Prólogo | 31 jan. | Melbourne – Melbourne    | prólogo         | 1,6            | Ed Clancy           | Ed Clancy           |
| 1       | 1 fev.  | Colac – Warrnambool      | etapa plana     | 161,6          | Lasse Norman Hansen | Lasse Norman Hansen |
| 2       | 2 fev.  | Warrnambool – Ballarat   | etapa escarpada | 198,6          | Mads Pedersen       | Lasse Norman Hansen |
| 3       | 3 fev.  | Nagambie – Lake Mountain | média montanha  | 218            | Esteban Chaves      | Esteban Chaves      |
| 4       | 4 fev.  | Kinglake – Kinglake      | etapa escarpada | 152,1          | Sam Crome           | Esteban Chaves      |

## Desenvolvimento da corrida

### Prólogo
| Melbourne - Melbourne | prólogo | (1,6 km) |

| \| Classificação por etapas \| Classificação por etapas \| Classificação por etapas \| Classificação por etapas \| Classificação por etapas \| \| Ciclista \| Ciclista \| Equipe \| Tempo \| \| \| ------------------------ \| ------------------------ \| ------------------------------- \| ------------------------ \| ------------------------ \| \| 1. \| Ed Clancy \| JLT Condor \| 1m54s \| \| \| 2. \| Mads Pedersen \| Trek-Segafredo \| + 1s \| \| \| 3. \| Lasse Norman Hansen \| Aqua Blue Sport \| + 1s \| \| \| 4. \| Alex Frame \| Trek-Segafredo \| + 1s \| \| \| 5. \| Anthony Giacoppo \| Bennelong-SwissWellness-Cervélo \| + 2s \| \| \| 6. \| Alexander Edmondson \| Mitchelton-Scott \| + 2s \| \| \| 7. \| Ian Bibby \| JLT Condor \| + 4s \| \| \| 8. \| Michael Hepburn \| Mitchelton-Scott \| + 4s \| \| \| 9. \| Graham Briggs \| JLT Condor \| + 4s \| \| \| 10. \| Matthew Gibson \| JLT Condor \| + 4s \| \| |                     |                                 |       |
| |                     |                                 |       |
| Fonte: ProCyclingStats |                     |                                 |       |
| Classificação por etapas |                     |                                 |       |
| Ciclista | Ciclista            | Equipe                          | Tempo |
| 1. | Ed Clancy           | JLT Condor                      | 1m54s |
| 2. | Mads Pedersen       | Trek-Segafredo                  | + 1s  |
| 3. | Lasse Norman Hansen | Aqua Blue Sport                 | + 1s  |
| 4. | Alex Frame          | Trek-Segafredo                  | + 1s  |
| 5. | Anthony Giacoppo    | Bennelong-SwissWellness-Cervélo | + 2s  |
| 6. | Alexander Edmondson | Mitchelton-Scott                | + 2s  |
| 7. | Ian Bibby           | JLT Condor                      | + 4s  |
| 8. | Michael Hepburn     | Mitchelton-Scott                | + 4s  |
| 9. | Graham Briggs       | JLT Condor                      | + 4s  |
| 10. | Matthew Gibson      | JLT Condor                      | + 4s  |

| \| Classificação geral \| Classificação geral \| Classificação geral \| Classificação geral \| Classificação geral \| \| Ciclista \| Ciclista \| Equipe \| Tempo \| \| \| ------------------- \| ------------------- \| ------------------------------- \| ------------------- \| ------------------- \| \| 1. \| Ed Clancy \| JLT Condor \| 1m54s \| \| \| 2. \| Mads Pedersen \| Trek-Segafredo \| + 1s \| \| \| 3. \| Lasse Norman Hansen \| Aqua Blue Sport \| + 1s \| \| \| 4. \| Alex Frame \| Trek-Segafredo \| + 1s \| \| \| 5. \| Anthony Giacoppo \| Bennelong-SwissWellness-Cervélo \| + 2s \| \| \| 6. \| Alexander Edmondson \| Mitchelton-Scott \| + 2s \| \| \| 7. \| Ian Bibby \| JLT Condor \| + 4s \| \| \| 8. \| Michael Hepburn \| Mitchelton-Scott \| + 4s \| \| \| 9. \| Graham Briggs \| JLT Condor \| + 4s \| \| \| 10. \| Matthew Gibson \| JLT Condor \| + 4s \| \| |                     |                                 |       |
| |                     |                                 |       |
| Fonte: ProCyclingStats |                     |                                 |       |
| Classificação geral |                     |                                 |       |
| Ciclista | Ciclista            | Equipe                          | Tempo |
| 1. | Ed Clancy           | JLT Condor                      | 1m54s |
| 2. | Mads Pedersen       | Trek-Segafredo                  | + 1s  |
| 3. | Lasse Norman Hansen | Aqua Blue Sport                 | + 1s  |
| 4. | Alex Frame          | Trek-Segafredo                  | + 1s  |
| 5. | Anthony Giacoppo    | Bennelong-SwissWellness-Cervélo | + 2s  |
| 6. | Alexander Edmondson | Mitchelton-Scott                | + 2s  |
| 7. | Ian Bibby           | JLT Condor                      | + 4s  |
| 8. | Michael Hepburn     | Mitchelton-Scott                | + 4s  |
| 9. | Graham Briggs       | JLT Condor                      | + 4s  |
| 10. | Matthew Gibson      | JLT Condor                      | + 4s  |

### 1.ª etapa
| Colac - Warrnambool | etapa plana | (161,6 km) |

| \| Classificação por etapas \| Classificação por etapas \| Classificação por etapas \| Classificação por etapas \| Classificação por etapas \| \| Ciclista \| Ciclista \| Equipe \| Tempo \| \| \| ------------------------ \| ------------------------ \| ------------------------------- \| ------------------------ \| ------------------------ \| \| 1. \| Lasse Norman Hansen \| Aqua Blue Sport \| 3h36m57s \| \| \| 2. \| Steele Von Hoff \| Bennelong-SwissWellness-Cervélo \| + 0s \| \| \| 3. \| Cameron Meyer \| Mitchelton-Scott \| + 0s \| \| \| 4. \| Koen de Kort \| Trek-Segafredo \| + 0s \| \| \| 5. \| Thomas Stewart \| JLT Condor \| + 0s \| \| \| 6. \| Jeroen Meijers \| Roompot-Nederlandse Loterij \| + 0s \| \| \| 7. \| Damien Howson \| Mitchelton-Scott \| + 0s \| \| \| 8. \| Cameron Bayly \| Bennelong-SwissWellness-Cervélo \| + 0s \| \| \| 9. \| Ruben Guerreiro \| Trek-Segafredo \| + 3s \| \| \| 10. \| Mads Pedersen \| Trek-Segafredo \| + 23s \| \| |                     |                                 |          |
| |                     |                                 |          |
| Fonte: ProCyclingStats |                     |                                 |          |
| Classificação por etapas |                     |                                 |          |
| Ciclista | Ciclista            | Equipe                          | Tempo    |
| 1. | Lasse Norman Hansen | Aqua Blue Sport                 | 3h36m57s |
| 2. | Steele Von Hoff     | Bennelong-SwissWellness-Cervélo | + 0s     |
| 3. | Cameron Meyer       | Mitchelton-Scott                | + 0s     |
| 4. | Koen de Kort        | Trek-Segafredo                  | + 0s     |
| 5. | Thomas Stewart      | JLT Condor                      | + 0s     |
| 6. | Jeroen Meijers      | Roompot-Nederlandse Loterij     | + 0s     |
| 7. | Damien Howson       | Mitchelton-Scott                | + 0s     |
| 8. | Cameron Bayly       | Bennelong-SwissWellness-Cervélo | + 0s     |
| 9. | Ruben Guerreiro     | Trek-Segafredo                  | + 3s     |
| 10. | Mads Pedersen       | Trek-Segafredo                  | + 23s    |

| \| Classificação geral \| Classificação geral \| Classificação geral \| Classificação geral \| Classificação geral \| \| Ciclista \| Ciclista \| Equipe \| Tempo \| \| \| ------------------- \| ------------------- \| ------------------------------- \| ------------------- \| ------------------- \| \| 1. \| Lasse Norman Hansen \| Aqua Blue Sport \| 3h38m42s \| \| \| 2. \| Cameron Meyer \| Mitchelton-Scott \| + 9s \| \| \| 3. \| Steele Von Hoff \| Bennelong-SwissWellness-Cervélo \| + 10s \| \| \| 4. \| Cameron Bayly \| Bennelong-SwissWellness-Cervélo \| + 14s \| \| \| 5. \| Thomas Stewart \| JLT Condor \| + 15s \| \| \| 6. \| Damien Howson \| Mitchelton-Scott \| + 16s \| \| \| 7. \| Koen de Kort \| Trek-Segafredo \| + 16s \| \| \| 8. \| Jeroen Meijers \| Roompot-Nederlandse Loterij \| + 18s \| \| \| 9. \| Ruben Guerreiro \| Trek-Segafredo \| + 22s \| \| \| 10. \| Mads Pedersen \| Trek-Segafredo \| + 33s \| \| |                     |                                 |          |
| |                     |                                 |          |
| Fonte: ProCyclingStats |                     |                                 |          |
| Classificação geral |                     |                                 |          |
| Ciclista | Ciclista            | Equipe                          | Tempo    |
| 1. | Lasse Norman Hansen | Aqua Blue Sport                 | 3h38m42s |
| 2. | Cameron Meyer       | Mitchelton-Scott                | + 9s     |
| 3. | Steele Von Hoff     | Bennelong-SwissWellness-Cervélo | + 10s    |
| 4. | Cameron Bayly       | Bennelong-SwissWellness-Cervélo | + 14s    |
| 5. | Thomas Stewart      | JLT Condor                      | + 15s    |
| 6. | Damien Howson       | Mitchelton-Scott                | + 16s    |
| 7. | Koen de Kort        | Trek-Segafredo                  | + 16s    |
| 8. | Jeroen Meijers      | Roompot-Nederlandse Loterij     | + 18s    |
| 9. | Ruben Guerreiro     | Trek-Segafredo                  | + 22s    |
| 10. | Mads Pedersen       | Trek-Segafredo                  | + 33s    |

### 2.ª etapa
| Warrnambool - Ballarat | etapa escarpada | (198,6 km) |

| \| Classificação por etapas \| Classificação por etapas \| Classificação por etapas \| Classificação por etapas \| Classificação por etapas \| \| Ciclista \| Ciclista \| Equipe \| Tempo \| \| \| ------------------------ \| ------------------------ \| --------------------------------- \| ------------------------ \| ------------------------ \| \| 1. \| Mads Pedersen \| Trek-Segafredo \| 5h23m12s \| \| \| 2. \| Steele Von Hoff \| Bennelong-SwissWellness-Cervélo \| + 0s \| \| \| 3. \| Alexander Edmondson \| Mitchelton-Scott \| + 0s \| \| \| 4. \| Thomas Stewart \| JLT Condor \| + 0s \| \| \| 5. \| Cyrus Monk \| EF Education First-Drapac \| + 0s \| \| \| 6. \| Zakkari Dempster \| Israel Cycling Academy \| + 0s \| \| \| 7. \| Ryan Thomas \| Brisbane Continental Cycling Team \| + 0s \| \| \| 8. \| Tim Ariesen \| Roompot-Nederlandse Loterij \| + 0s \| \| \| 9. \| Ryan Christensen \| Oliver's Real Food Racing \| + 0s \| \| \| 10. \| August Jensen \| Israel Cycling Academy \| + 0s \| \| |                     |                                   |          |
| |                     |                                   |          |
| Fonte: ProCyclingStats |                     |                                   |          |
| Classificação por etapas |                     |                                   |          |
| Ciclista | Ciclista            | Equipe                            | Tempo    |
| 1. | Mads Pedersen       | Trek-Segafredo                    | 5h23m12s |
| 2. | Steele Von Hoff     | Bennelong-SwissWellness-Cervélo   | + 0s     |
| 3. | Alexander Edmondson | Mitchelton-Scott                  | + 0s     |
| 4. | Thomas Stewart      | JLT Condor                        | + 0s     |
| 5. | Cyrus Monk          | EF Education First-Drapac         | + 0s     |
| 6. | Zakkari Dempster    | Israel Cycling Academy            | + 0s     |
| 7. | Ryan Thomas         | Brisbane Continental Cycling Team | + 0s     |
| 8. | Tim Ariesen         | Roompot-Nederlandse Loterij       | + 0s     |
| 9. | Ryan Christensen    | Oliver's Real Food Racing         | + 0s     |
| 10. | August Jensen       | Israel Cycling Academy            | + 0s     |

| \| Classificação geral \| Classificação geral \| Classificação geral \| Classificação geral \| Classificação geral \| \| Ciclista \| Ciclista \| Equipe \| Tempo \| \| \| ------------------- \| ------------------- \| ------------------------------- \| ------------------- \| ------------------- \| \| 1. \| Lasse Norman Hansen \| Aqua Blue Sport \| 9h01m54s \| \| \| 2. \| Steele Von Hoff \| Bennelong-SwissWellness-Cervélo \| + 4s \| \| \| 3. \| Cameron Meyer \| Mitchelton-Scott \| + 9s \| \| \| 4. \| Cameron Bayly \| Bennelong-SwissWellness-Cervélo \| + 14s \| \| \| 5. \| Thomas Stewart \| JLT Condor \| + 15s \| \| \| 6. \| Damien Howson \| Mitchelton-Scott \| + 16s \| \| \| 7. \| Koen de Kort \| Trek-Segafredo \| + 16s \| \| \| 8. \| Jeroen Meijers \| Roompot-Nederlandse Loterij \| + 18s \| \| \| 9. \| Ruben Guerreiro \| Trek-Segafredo \| + 22s \| \| \| 10. \| Mads Pedersen \| Trek-Segafredo \| + 23s \| \| |                     |                                 |          |
| |                     |                                 |          |
| Fonte: ProCyclingStats |                     |                                 |          |
| Classificação geral |                     |                                 |          |
| Ciclista | Ciclista            | Equipe                          | Tempo    |
| 1. | Lasse Norman Hansen | Aqua Blue Sport                 | 9h01m54s |
| 2. | Steele Von Hoff     | Bennelong-SwissWellness-Cervélo | + 4s     |
| 3. | Cameron Meyer       | Mitchelton-Scott                | + 9s     |
| 4. | Cameron Bayly       | Bennelong-SwissWellness-Cervélo | + 14s    |
| 5. | Thomas Stewart      | JLT Condor                      | + 15s    |
| 6. | Damien Howson       | Mitchelton-Scott                | + 16s    |
| 7. | Koen de Kort        | Trek-Segafredo                  | + 16s    |
| 8. | Jeroen Meijers      | Roompot-Nederlandse Loterij     | + 18s    |
| 9. | Ruben Guerreiro     | Trek-Segafredo                  | + 22s    |
| 10. | Mads Pedersen       | Trek-Segafredo                  | + 23s    |

### 3.ª etapa
| Nagambie - Lake Mountain | média montanha | (218 km) |

| \| Classificação por etapas \| Classificação por etapas \| Classificação por etapas \| Classificação por etapas \| Classificação por etapas \| \| Ciclista \| Ciclista \| Equipe \| Tempo \| \| \| ------------------------ \| ------------------------ \| ---------------------------------------------- \| ------------------------ \| ------------------------ \| \| 1. \| Esteban Chaves \| Mitchelton-Scott \| 5h53m55s \| \| \| 2. \| Alexander Evans \| Mobius-BridgeLane \| + 42s \| \| \| 3. \| Ruben Guerreiro \| Trek-Segafredo \| + 1m09s \| \| \| 4. \| Cameron Meyer \| Mitchelton-Scott \| + 1m09s \| \| \| 5. \| Damien Howson \| Mitchelton-Scott \| + 1m09s \| \| \| 6. \| Nathan Earle \| Israel Cycling Academy \| + 1m09s \| \| \| 7. \| Freddy Ovett \| Australian Cycling Academy-Ride Sunshine Coast \| + 1m09s \| \| \| 8. \| Krists Neilands \| Israel Cycling Academy \| + 1m09s \| \| \| 9. \| James Whelan \| Austrália \| + 1m09s \| \| \| 10. \| Sam Crome \| Bennelong-SwissWellness-Cervélo \| + 1m09s \| \| |                 |                                                |          |
| |                 |                                                |          |
| Fonte: ProCyclingStats |                 |                                                |          |
| Classificação por etapas |                 |                                                |          |
| Ciclista | Ciclista        | Equipe                                         | Tempo    |
| 1. | Esteban Chaves  | Mitchelton-Scott                               | 5h53m55s |
| 2. | Alexander Evans | Mobius-BridgeLane                              | + 42s    |
| 3. | Ruben Guerreiro | Trek-Segafredo                                 | + 1m09s  |
| 4. | Cameron Meyer   | Mitchelton-Scott                               | + 1m09s  |
| 5. | Damien Howson   | Mitchelton-Scott                               | + 1m09s  |
| 6. | Nathan Earle    | Israel Cycling Academy                         | + 1m09s  |
| 7. | Freddy Ovett    | Australian Cycling Academy-Ride Sunshine Coast | + 1m09s  |
| 8. | Krists Neilands | Israel Cycling Academy                         | + 1m09s  |
| 9. | James Whelan    | Austrália                                      | + 1m09s  |
| 10. | Sam Crome       | Bennelong-SwissWellness-Cervélo                | + 1m09s  |

| \| Classificação geral \| Classificação geral \| Classificação geral \| Classificação geral \| Classificação geral \| \| Ciclista \| Ciclista \| Equipe \| Tempo \| \| \| ------------------- \| ------------------- \| ---------------------------------------------- \| ------------------- \| ------------------- \| \| 1. \| Esteban Chaves \| Mitchelton-Scott \| 14h56m35s \| \| \| 2. \| Cameron Meyer \| Mitchelton-Scott \| + 32s \| \| \| 3. \| Damien Howson \| Mitchelton-Scott \| + 39s \| \| \| 4. \| Ruben Guerreiro \| Trek-Segafredo \| + 45s \| \| \| 5. \| Dylan Sunderland \| Bennelong-SwissWellness-Cervélo \| + 1m06s \| \| \| 6. \| Chris Harper \| Bennelong-SwissWellness-Cervélo \| + 1m09s \| \| \| 7. \| Alexander Evans \| Mobius-BridgeLane \| + 1m54s \| \| \| 8. \| Sam Crome \| Bennelong-SwissWellness-Cervélo \| + 1m58s \| \| \| 9. \| Krists Neilands \| Israel Cycling Academy \| + 2m02s \| \| \| 10. \| Freddy Ovett \| Australian Cycling Academy-Ride Sunshine Coast \| + 2m04s \| \| |                  |                                                |           |
| |                  |                                                |           |
| Fonte: ProCyclingStats |                  |                                                |           |
| Classificação geral |                  |                                                |           |
| Ciclista | Ciclista         | Equipe                                         | Tempo     |
| 1. | Esteban Chaves   | Mitchelton-Scott                               | 14h56m35s |
| 2. | Cameron Meyer    | Mitchelton-Scott                               | + 32s     |
| 3. | Damien Howson    | Mitchelton-Scott                               | + 39s     |
| 4. | Ruben Guerreiro  | Trek-Segafredo                                 | + 45s     |
| 5. | Dylan Sunderland | Bennelong-SwissWellness-Cervélo                | + 1m06s   |
| 6. | Chris Harper     | Bennelong-SwissWellness-Cervélo                | + 1m09s   |
| 7. | Alexander Evans  | Mobius-BridgeLane                              | + 1m54s   |
| 8. | Sam Crome        | Bennelong-SwissWellness-Cervélo                | + 1m58s   |
| 9. | Krists Neilands  | Israel Cycling Academy                         | + 2m02s   |
| 10. | Freddy Ovett     | Australian Cycling Academy-Ride Sunshine Coast | + 2m04s   |

### 4.ª etapa
| Kinglake - Kinglake | etapa escarpada | (152,1 km) |

| \| Classificação por etapas \| Classificação por etapas \| Classificação por etapas \| Classificação por etapas \| Classificação por etapas \| \| Ciclista \| Ciclista \| Equipe \| Tempo \| \| \| ------------------------ \| ------------------------ \| ---------------------------------------------- \| ------------------------ \| ------------------------ \| \| 1. \| Sam Crome \| Bennelong-SwissWellness-Cervélo \| 3h37m34s \| \| \| 2. \| Cameron Meyer \| Mitchelton-Scott \| + 0s \| \| \| 3. \| Ruben Guerreiro \| Trek-Segafredo \| + 0s \| \| \| 4. \| Thomas Stewart \| JLT Condor \| + 0s \| \| \| 5. \| August Jensen \| Israel Cycling Academy \| + 0s \| \| \| 6. \| Larry Warbasse \| Aqua Blue Sport \| + 0s \| \| \| 7. \| Oliver Martin \| Brisbane Continental Cycling Team \| + 0s \| \| \| 8. \| Freddy Ovett \| Australian Cycling Academy-Ride Sunshine Coast \| + 0s \| \| \| 9. \| Casper Pedersen \| Aqua Blue Sport \| + 0s \| \| \| 10. \| Krists Neilands \| Israel Cycling Academy \| + 0s \| \| |                 |                                                |          |
| |                 |                                                |          |
| Fonte: ProCyclingStats |                 |                                                |          |
| Classificação por etapas |                 |                                                |          |
| Ciclista | Ciclista        | Equipe                                         | Tempo    |
| 1. | Sam Crome       | Bennelong-SwissWellness-Cervélo                | 3h37m34s |
| 2. | Cameron Meyer   | Mitchelton-Scott                               | + 0s     |
| 3. | Ruben Guerreiro | Trek-Segafredo                                 | + 0s     |
| 4. | Thomas Stewart  | JLT Condor                                     | + 0s     |
| 5. | August Jensen   | Israel Cycling Academy                         | + 0s     |
| 6. | Larry Warbasse  | Aqua Blue Sport                                | + 0s     |
| 7. | Oliver Martin   | Brisbane Continental Cycling Team              | + 0s     |
| 8. | Freddy Ovett    | Australian Cycling Academy-Ride Sunshine Coast | + 0s     |
| 9. | Casper Pedersen | Aqua Blue Sport                                | + 0s     |
| 10. | Krists Neilands | Israel Cycling Academy                         | + 0s     |

## Classificações finais
- As classificações finalizaram da seguinte forma:[4]

### Classificação geral
| \| Classificação geral \| Classificação geral \| Classificação geral \| Classificação geral \| Classificação geral \| \| Ciclista \| Ciclista \| Equipe \| Tempo \| \| \| ------------------- \| ------------------- \| ---------------------------------------------- \| ------------------- \| ------------------- \| \| 1. \| Esteban Chaves \| Mitchelton-Scott \| 18h34m09s \| \| \| 2. \| Cameron Meyer \| Mitchelton-Scott \| + 26s \| \| \| 3. \| Damien Howson \| Mitchelton-Scott \| + 39s \| \| \| 4. \| Ruben Guerreiro \| Trek-Segafredo \| + 41s \| \| \| 5. \| Dylan Sunderland \| Bennelong-SwissWellness-Cervélo \| + 1m03s \| \| \| 6. \| Chris Harper \| Bennelong-SwissWellness-Cervélo \| + 1m09s \| \| \| 7. \| Sam Crome \| Bennelong-SwissWellness-Cervélo \| + 1m48s \| \| \| 8. \| Alexander Evans \| Mobius-BridgeLane \| + 1m54s \| \| \| 9. \| Krists Neilands \| Israel Cycling Academy \| + 2m02s \| \| \| 10. \| Freddy Ovett \| Australian Cycling Academy-Ride Sunshine Coast \| + 2m04s \| \| |                  |                                                |           |
| |                  |                                                |           |
| Fonte: ProCyclingStats |                  |                                                |           |
| Classificação geral |                  |                                                |           |
| Ciclista | Ciclista         | Equipe                                         | Tempo     |
| 1. | Esteban Chaves   | Mitchelton-Scott                               | 18h34m09s |
| 2. | Cameron Meyer    | Mitchelton-Scott                               | + 26s     |
| 3. | Damien Howson    | Mitchelton-Scott                               | + 39s     |
| 4. | Ruben Guerreiro  | Trek-Segafredo                                 | + 41s     |
| 5. | Dylan Sunderland | Bennelong-SwissWellness-Cervélo                | + 1m03s   |
| 6. | Chris Harper     | Bennelong-SwissWellness-Cervélo                | + 1m09s   |
| 7. | Sam Crome        | Bennelong-SwissWellness-Cervélo                | + 1m48s   |
| 8. | Alexander Evans  | Mobius-BridgeLane                              | + 1m54s   |
| 9. | Krists Neilands  | Israel Cycling Academy                         | + 2m02s   |
| 10. | Freddy Ovett     | Australian Cycling Academy-Ride Sunshine Coast | + 2m04s   |

### Classificação da montanha
| Classificação da montanha | Classificação da montanha | Classificação da montanha         | Classificação da montanha | Classificação da montanha |
| Ciclista                  | Ciclista                  | Equipe                            | Pontos                    |                           |
| ------------------------- | ------------------------- | --------------------------------- | ------------------------- | ------------------------- |
| 1.                        | Nathan Earle              | Israel Cycling Academy            | 56 pts                    |                           |
| 2.                        | Michael Vink              | Brisbane Continental Cycling Team | 46 pts                    |                           |
| 3.                        | Brad Evans                | Mobius-BridgeLane                 | 42 pts                    |                           |
| 4.                        | Esteban Chaves            | Mitchelton-Scott                  | 24 pts                    |                           |
| 5.                        | Etienne van Empel         | Roompot-Nederlandse Loterij       | 24 pts                    |                           |
| 6.                        | Angus Lyons               | Mobius-BridgeLane                 | 20 pts                    |                           |
| 7.                        | Alexander Evans           | Mobius-BridgeLane                 | 16 pts                    |                           |
| 8.                        | Ruben Guerreiro           | Trek-Segafredo                    | 8 pts                     |                           |
| 9.                        | James Whelan              | Austrália                         | 8 pts                     |                           |
| 10.                       | Kane Richards             | McDonalds Down Under              | 8 pts                     |                           |

### Classificação dos sprints (metas volantes)
| Classificação por velocidade | Classificação por velocidade | Classificação por velocidade                  | Classificação por velocidade | Classificação por velocidade |
| Ciclista                     | Ciclista                     | Equipe                                        | Pontos                       |                              |
| ---------------------------- | ---------------------------- | --------------------------------------------- | ---------------------------- | ---------------------------- |
| 1.                           | Steele Von Hoff              | Bennelong-SwissWellness-Cervélo               | 28 pts                       |                              |
| 2.                           | Kane Richards                | McDonalds Down Under                          | 18 pts                       |                              |
| 3.                           | Mathew Ross                  | Austrália                                     | 14 pts                       |                              |
| 4.                           | Cameron Meyer                | Mitchelton-Scott                              | 14 pts                       |                              |
| 5.                           | Liam Magennis                | Drapac-EF p/b Cannondale Holistic Development | 12 pts                       |                              |
| 6.                           | Sam Crome                    | Bennelong-SwissWellness-Cervélo               | 10 pts                       |                              |
| 7.                           | Lasse Norman Hansen          | Aqua Blue Sport                               | 10 pts                       |                              |
| 8.                           | Mads Pedersen                | Trek-Segafredo                                | 10 pts                       |                              |
| 9.                           | Michael Vink                 | Brisbane Continental Cycling Team             | 8 pts                        |                              |
| 10.                          | Thomas Stewart               | JLT Condor                                    | 8 pts                        |                              |

### Classificação dos jovens
| Classificação dos jovens | Classificação dos jovens | Classificação dos jovens                       | Classificação dos jovens | Classificação dos jovens |
| Ciclista                 | Ciclista                 | Equipe                                         | Tempo                    |                          |
| ------------------------ | ------------------------ | ---------------------------------------------- | ------------------------ | ------------------------ |
| 1.                       | Dylan Sunderland         | Bennelong-SwissWellness-Cervélo                | 18h35m12s                |                          |
| 2.                       | Alexander Evans          | Mobius-BridgeLane                              | + 51s                    |                          |
| 3.                       | James Whelan             | Austrália                                      | + 2m55s                  |                          |
| 4.                       | Ryan Christensen         | Oliver's Real Food Racing                      | + 5m00s                  |                          |
| 5.                       | Calan White              | Brisbane Continental Cycling Team              | + 6m10s                  |                          |
| 6.                       | Cyrus Monk               | EF Education First-Drapac                      | + 6m14s                  |                          |
| 7.                       | Lucas Hamilton           | Mitchelton-Scott                               | + 7m15s                  |                          |
| 8.                       | Michael Potter           | Australian Cycling Academy-Ride Sunshine Coast | + 8m40s                  |                          |
| 9.                       | Angus Lyons              | Mobius-BridgeLane                              | + 19m15s                 |                          |
| 10.                      | Reece Tucknott           | Austrália                                      | + 21m00s                 |                          |

### Classificação por equipas
| Classificação por equipes | Classificação por equipes             | Classificação por equipes | Classificação por equipes |
| Equipe                    | Equipe                                | Tempo                     |                           |
| ------------------------- | ------------------------------------- | ------------------------- | ------------------------- |
| 1.                        | Mitchelton-Scott                      | 55h43m27s                 |                           |
| 2.                        | Bennelong-SwissWellness-Cervélo       | + 1m20s                   |                           |
| 3.                        | Trek-Segafredo                        | + 6m51s                   |                           |
| 4.                        | Austrália                             | + 8m04s                   |                           |
| 5.                        | Israel Cycling Academy                | + 10m40s                  |                           |
| 6.                        | Brisbane Continental                  | + 15m48s                  |                           |
| 7.                        | Aqua Blue Sport                       | + 22m05s                  |                           |
| 8.                        | Roompot-Nederlandse Loterij           | + 26m51s                  |                           |
| 9.                        | JLT Condor                            | + 27m52s                  |                           |
| 10.                       | Drapac-Pat's Veg Holistic Development | + 33m43s                  |                           |

## Evolução das classificações
| Etapa (Vencedor)                | Classificação geral | Classificação dos sprints | Classificação da montanha | Classificação dos jovens | Classificação por equipas |
| ------------------------------- | ------------------- | ------------------------- | ------------------------- | ------------------------ | ------------------------- |
| Prólogo (Edward Clancy)         | Edward Clancy       | Não se entregou           | Não se entregou           | Matthew Gibson           | JLT Condor                |
| 1.ª etapa (Lasse Norman Hansen) | Lasse Norman Hansen | Lasse Norman Hansen       | Brad Evans                | Mathew Ross              | Mitchelton-Scott          |
| 2.ª etapa (Mads Pedersen)       | Lasse Norman Hansen | Steele Von Hoff           | Nathan Earle              | Mathew Ross              | Mitchelton-Scott          |
| 3.ª etapa (Esteban Chaves)      | Esteban Chaves      | Steele Von Hoff           | Brad Evans                | Dylan Sunderland         | Mitchelton-Scott          |
| 4.ª etapa (Sam Crome)           | Esteban Chaves      | Steele Von Hoff           | Nathan Earle              | Dylan Sunderland         | Mitchelton-Scott          |
| Final                           | Esteban Chaves      | Steele Von Hoff           | Nathan Earle              | Dylan Sunderland         | Mitchelton-Scott          |

## UCI World Ranking
O Herald Sun Tour outorga pontos para o UCI Oceania Tour de 2018 e o UCI World Ranking, este último para corredores das equipas nas categorias UCI WorldTeam, Profissional Continental e Equipas Continentais. As seguintes tabelas mostram o barómetro de pontuação e os 10 corredores que obtiveram mais pontos:
| Posição             | 1.ª | 2.ª | 3.ª | 4.ª | 5.ª | 6.ª | 7.ª | 8.ª | 9.ª | 10.ª | 11.ª | 12.ª | 13.ª-15.ª | 16.ª-25.ª |
| Classificação geral | 125 | 85  | 70  | 60  | 50  | 40  | 35  | 30  | 25  | 20   | 15   | 10   | 5         | 3         |
| Por etapa           | 14  | 5   | 3   |     |     |     |     |     |     |      |      |      |           |           |
| Líder               | 3   |     |     |     |     |     |     |     |     |      |      |      |           |           |

| Classificação | Classificação       | Classificação           | Classificação | Classificação | Classificação | Classificação |
| Posição       | Ciclista            | Equipa                  | Geral         | Etapa         | Líder         | Total         |
| ------------- | ------------------- | ----------------------- | ------------- | ------------- | ------------- | ------------- |
| 1.º           | Esteban Chaves      | Mitchelton-Scott        | 125           | 14            | 3             | 142           |
| 2.º           | Cameron Meyer       | Mitchelton-Scott        | 85            | 8             | -             | 93            |
| 3.º           | Damien Howson       | Mitchelton-Scott        | 70            | -             | -             | 70            |
| 4.º           | Ruben Guerreiro     | Trek-Segafredo          | 60            | 6             | -             | 66            |
| 5.º           | Dylan Sunderland    | Bennelong SwissWellness | 50            | -             | -             | 50            |
| 6.º           | Sam Crome           | Bennelong SwissWellness | 35            | 14            | -             | 49            |
| 7.º           | Chris Harper        | Bennelong SwissWellness | 40            | -             | -             | 40            |
| 8.º           | Alexander Evans     | Mobius-BridgeLane       | 35            | -             | -             | 35            |
| 9.º           | Krists Neilands     | Israel Cycling Academy  | 25            | -             | -             | 25            |
| 10.º          | Lasse Norman Hansen | Aqua Blue Sport         | -             | 17            | 6             | 23            |